# 祖亞奧·利馬
祖亞奧·利馬·波爾圖·彭利拿（João Emir Porto Pereira，1989年3月17日—），生於巴西佩洛塔斯，巴西足球運動員，司職進攻中場，現時效力於香港超級聯賽球會和富大埔，兼任球會助教。

## 球員生涯
利馬生於巴西佩洛塔斯，在當地球會甘美奧展開球員生涯，於2011年12月29日來香港加盟南華，並於處子戰協助球隊以4–2擊敗晨曦，不過他在2012年3月23日因韌帶撕裂而提早收咧，直到2012年7月10日南華足主羅傑承宣佈利馬因與前球會的合約問題而會離隊，他在2013年5月31日重新加盟南華，但他完成膝部手術後增肥了很多。
直到南華體育會於2014年6月1日公佈前公民主席張廣勇接替離任的羅傑承，為新一屆的南華足球部主任，而利馬與其餘一眾外援都不獲續約返回巴西，利馬於2015年8月20日加盟香港飛馬，並於9月13日香港飛馬作客以3–3賽和冠忠南區的聯賽，取得加盟後的首個入球。他在2015年10月31日當選球會10月份最佳球員，及後再在2015年11月21日當選港超聯九月最有價值球員，到球季尾利馬協助香港飛馬四日內連奪足總盃及菁英盃冠軍，到2017年10月22日利馬於以1–3不敵東方龍獅的高級組銀牌8強傷出，導致缺陣兩場賽事而連續兩場賽事，都落敗收場，而他於11月20日對和富大埔復出並正選登場，結果協助飛馬以3–2勝出。
2018年12月31日，和富大埔宣布與港超聯球隊香港飛馬達成交換球員協議，和富大埔球員大衛拉菲爾轉投香港飛馬；香港飛馬的巴西中場利馬則加盟和富大埔。利馬亦有機會出戰亞洲足協盃。
2019/20球季，利馬隨李志堅教練加盟港超聯球隊東方龍獅。

## 家庭生活
利馬認為前傑志兼香港代表隊成員林嘉緯是全港技術最佳球員，而兩人在2017年賀歲盃首度同隊比賽，他在巴西已考取了體育教育大學學位退役後以備不時之需，於2016年10月19日利馬兒子João Pedro Zorzolli Pereira於凌晨3時在瑪嘉烈醫院出世重七磅半。

## 榮譽
南華
- 香港高級組銀牌冠軍（2013–14季度）

香港飛馬
- 香港足總盃冠軍（2015–16季度）
- 香港菁英盃冠軍（2015–16季度）

和富大埔
- 香港超級聯賽冠軍（2018–19季度）

東方
- 香港高級組銀牌冠軍（2019–20季度）
- 香港足總盃冠軍（2019–20季度）
- 香港菁英盃冠軍（2020–21季度）

港聯
- 香港賀歲盃冠軍（2016、2018年）

個人
- 香港超級聯賽 九月最有價值球員（2015–16季度）

## 外部連結
- 香港足球總會網站球員資料 （页面存档备份，存于）